# Francesc Femenies Febrer "Gurries"
Francesc Femenies Febrer "Gurries" (Artà, 1907-1976). Glosador, poeta i dramaturg.
De formació autodidacta, mai no va anar a escola, i des de petit feia feina de jornaler pel camp i de missatge a les possessions de la vila. Membre del partit socialista, va col·laborar a la revista satírica "Foc i fum", fins a 1936. Va ser empresonat pels falangistes. Com a glosador, és autor de dècimes desbaratades i de diversos diàlegs i monòlegs en vers, que han restat inèdits. Entre 1927 i 1972, escrigué 21 arguments de Sant Antoni. En el terreny teatral, és autor de Rencor i arrepentiment, Dos germans molt diferents, Amor i dever, Un xiflat, En Catxassa i Una sogra maleïda, obres totes estrenades a Artà a partir de 1930.

## Els arguments
Va ser l'autor d'un nombre important d'arguments. El primer el va compondre l'any 1927, a mitges amb en Joan López Llull; però no es va poder fer públic, ja que va ser censurat per les autoritats militars. Fins al 1948, no en tornà a compondre cap altre. L'any 1949 en va compondre un amb un fort contengut crític, per la qual cosa va ser marginat per les autoritats locals franquistes. Tot i així, l'any 1952 va tornar a aparèixer en el Sant Antoni artanenc amb un nou argument i, a partir d'aleshores, la seva tasca d'argumentaire no es va deturar fins a la seva mort, el 1975. De 1967 a 1975 va ser l'únic glosador que deia arguments.